# マッドゴッド
『マッドゴッド』（Mad God）は、2021年のアメリカ合衆国の成人向けアニメーション映画である。本作は1990年代前半に制作が中断されたが、若手クリエイターの支援を受けて制作が再開された。
特殊効果で知られるフィル・ティペットが手掛けた本作は、ストップモーションを採用しているが、実写の人間が登場する場面もある。2021年に完成したこの映画は、30年の歳月をかけて制作され、2022年6月16日にストリーミングサービスShudderでリリースされた。
日本国内においては、2022年12月2日に劇場公開されたほか、東京・Morc阿佐ヶ谷にて開催されたコマ撮り作品専門の映画祭『MORCコマ撮りアニメーションフェスティバル2023』（2023年11月18日～12月17日）でも上映された。

## ストーリー（あらすじ）
暗殺者として認められたジャケットとガスマスクに包まれた背の高い人物が、地図とスーツケースを持ち、ダイビングベルを介して荒廃した地獄の世界に降りる。
アンダーワールドを旅する暗殺者は、より大きなモンスターに容赦なく捕食される多くの生き物に遭遇し、 最終的に彼は、顔のない無人偵察機の軍隊の本拠地である都市に到着する。その都市は明らかに、汚い歯と焼き肉を持つ赤ちゃんのせせらぎで話す怪物に支配されていた。そして街の奥深くで、暗殺者は自分のスーツケースと同じようなスーツケースの山を発見する。 暗殺者がスーツケースを開けると時限爆弾が現れ、彼はそれを配置して発射の準備をする。 しかし彼は後ろに忍び寄るモンスターに気付かず、爆弾の時を刻む針が時計の回路を完了できないように見えるため、攻撃して彼を引きずり出す。
暗殺者はテーブルに縛り付けられ、大勢の観客の前で服を脱がされる。そこに看護師を連れた外科医が現れ、暗殺者の腹部を割って開き、胸腔をかき回し始める。 外科医は宝石や紙の中から泣き叫ぶ奇妙な幼児の幼虫のような生き物を見つけ、看護師にそれを渡す。
外科医は暗殺者の頭に穴を開け、脳をテレビに接続する。 外科医がテレビを見ていると、上の世界が表示され、最後の男が節くれだった魔女によって偽造された地図を暗殺者に渡し、ダイビング・ベルで彼を送り出す。 オートバイとキューベルワーゲンを運転する暗殺者は、地図に従って弾薬庫、墓地、戦争地帯を通り抜け、螺旋状の道路を降りていく。
冥界に戻ると、看護師は乳児を幽霊のような浮遊生物に連れて行き、その生物は子供を錬金術師の隠れ家に連れて行く。 錬金術師は乳児をすりつぶして液体にし、錬金術でその残骸を金に変える。 この金は、前の宇宙と同じ進化、文明、自己破壊のサイクルを経る新しい宇宙を作成するために使用される。 そうすることで、暗殺者の爆弾の時計が何らかの形で再起動し、回路を完成させているように見える。

## 評価
ライターの高橋諭治は、2022年に「映画.com」に寄せた記事の中で、本作を地獄めぐりと呼び、H・P・ラヴクラフトやデイヴィッド・リンチたちによる不条理な悪夢が好きな人にお勧めだとする一方、説明的なセリフや描写が排されているため仕上がりは難解だとしている。